# バリー (DD-248)
|          |                                                                         |
| 艦歴     |                                                                         |
| 発注     |                                                                         |
| 起工     | 1919年7月26日                                                           |
| 進水     | 1920年10月28日                                                          |
| 就役     | 1920年12月28日                                                          |
| 退役     |                                                                         |
| 除籍     | 1945年6月21日                                                           |
| その後   | 1945年5月25日に大破（菊水七号作戦） 1945年6月22日に沈没（菊水十号作戦） |
| 性能諸元 |                                                                         |
| 排水量   | 1,215トン                                                               |
| 全長     | 314 ft 4 in (95.81 m)                                                   |
| 全幅     | 31 ft 8 in (9.65 m)                                                     |
| 吃水     | 9 ft 10 in (3.00 m)                                                     |
| 機関     | 2缶 蒸気タービン2基 2軸推進、13,500shp                                  |
| 最大速   | 駆逐艦当時 33.3ノット(62 km/h)                                          |
| 乗員     | 士官、兵員130名                                                         |
| 兵装     | 駆逐艦当時 4インチ砲4門、3インチ砲1門、21インチ魚雷発射管12門           |

バリー (USS Barry, DD-248/APD-29) は、アメリカ海軍の駆逐艦。クレムソン級駆逐艦の1隻。艦名はアメリカ独立戦争で活躍したジョン・バリー代将にちなむ。その名を持つ艦としてはベインブリッジ級駆逐艦の二番艦に続いて二代目。
バリーは、1945年4月から6月の沖縄戦において行われた日本軍の大規模な特攻作戦である「菊水作戦」において、最後に撃沈された艦艇2隻のうちの1隻である。

## 艦歴

### 第二次世界大戦まで
バリーはニュージャージー州カムデンのニューヨーク造船所で1919年7月26日に起工し、1920年10月28日にバリー代将の曽又姪にあたるシェルトン・E・マーティン夫人によって進水、艦長A・H・バンベルガー大尉の指揮下1920年12月28日に就役する。しかし、1921年11月15日に大西洋艦隊に編入されるまでの間は予備艦として扱われた。のちの第12代アメリカ海軍作戦部長であるフォレスト・シャーマン大尉がバリー艦長を務めたのは1921年のことである。
大西洋艦隊に編入されたバリーは、1922年10月にハンプトン・ローズを出港して大西洋を横断し、分遣隊の一艦として1923年7月までトルコ水域で行動する。任務終了後は1923年8月10日に東海岸に戻り、この1922年に新編成された偵察艦隊第14駆逐部隊に加わる。8月から9月にかけてはアメリカ陸軍が企画した世界一周飛行の支援を行い、ノバスコシア州沖とラブラドール地方間にてその任務にあたった。飛行そのものはエンジントラブルで失敗に終わり、バリーはクルーをノバスコシア州ピクトーに輸送し、クルーはボストン経由でシアトルに帰還した。
1925年、バリーは太平洋における戦闘艦隊の演習に参加するためパナマ運河を西航。演習終了後の1925年7月に東海岸に戻ったあとは、1932年2月に再び演習で太平洋に向かうまでの間、偵察艦隊で定例任務を遂行した。太平洋から大西洋に帰還したあと、1932年12月20日にノーフォークで第19予備役駆逐部隊入りする。バリーは1933年6月20日にノーフォークで再就役し、7月1日に偵察艦隊第7駆逐部隊に合流してサンディエゴに向かう。1936年5月に偵察艦隊とともに大西洋に戻ったあと、短期間第8駆逐部隊の旗艦を務めるが、間もなく戦闘艦隊に呼び戻されて第22駆逐部隊に加わり、太平洋に移動した。1938年1月から4月の間はハワイ水域で行動、5月21日からは大西洋側に移り、第21駆逐部隊に属した。

### 大西洋の戦い
第二次世界大戦勃発後、バリーは第67駆逐部隊に配属され、中立パトロールで1940年10月18日からパナマ運河地帯の警戒にあたった。アメリカの大戦参戦後は大西洋の戦いに参じて護衛戦とUボートとの対決にあたった。1942年早々からキューバのグアンタナモ湾を拠点としてカリブ海を通過するパナマ、トリニダード島およびキュラソー島行きの輸送船団の護衛を行い、1942年後半から1943年にかけてはトリニダード島に拠点を移動して南大西洋方面での護衛任務を遂行した。
1943年7月から11月までの間、バリーは対潜掃討部隊の第21.14任務群に入り、北大西洋を行き交う輸送船団ルートに沿いながら警戒を続けた。部隊は護衛空母カード (USS Card, AVG-11) を基幹とし、7月30日から9月10日までと9月28日から11月8日までの2つの期間中に8隻のUボートを討ち取った。討ち取られたUボートの1隻、U-405は11月1日に僚艦ボリー (USS Borie, DD-215) と組討ちになり、U-405は沈没してボリーもまた損傷甚だしく、バリーはゴフ (USS Goff, DD-247) とともにボリーの乗組員を収容したのち、ボリーを処分した。

### 高速輸送艦
対潜掃討部隊での任務を終えたバリーは、高速輸送艦に改装されることとなった。1943年12月31日から1944年2月17日までチャールストン海軍工廠で改装工事が行われ、その間の1944年1月15日にハルナンバーが APD-29 に変更された。改装後、バリーは4月13日に東海岸を発してメルス・エル・ケビールに向かい、4月30日に到着。8月14日まで水陸両用戦の訓練を行い、南フランスからの反攻作戦に備えた。8月15日から20日までの間、ドラグーン作戦に参加したバリーはフランス領のポール・クロとレヴァント島に陸上部隊を上陸させた。作戦終了後は8月下旬から12月まで西地中海方面で船団護衛任務に従事したあとアメリカに向かい、1944年12月23日にノーフォークに帰投した。
バリーは簡単な修理ののち太平洋に向かうこととなり、1945年3月24日に出港した。ハワイ諸島海域で訓練を行ったのち沖縄諸島に向かい、5月16日に到着。到着後は諸島周辺海域の哨戒にあたった。5月25日、バリーは沖縄から北西に57キロ離れた海域で哨戒を行っていた。この5月25日と前日24日、日本軍は菊水七号作戦を発動しており、バリーにも2機の特攻機が突入してきた。そのうちの1機は撃墜したが、もう1機は弾幕を突破してバリーの艦橋下に命中。バリーの乗組員のうち28名は破片で負傷し、爆発で生じた火災は神風から流出したガソリンとバリーの燃料庫および弾薬に燃え移り、艦の前部に脅威をもたらした。命中してから40分後の13時40分、艦長はバリーの放棄を決定し、乗組員は救命ボートで脱出した。15時過ぎ、浸水がバリーの火災を抑え込むのを見た高速輸送艦シムス (USS Sims, APD-50) とローパー (USS Roper, APD-20) からの消火班はバリーに乗り込み、活動の結果翌5月26日6時30分ごろにはおおむね鎮火した。
バリーは5月28日に慶良間諸島の泊地に曳航されたが被害の規模は大きく、復旧は割に合わないと判断された。バリーは部品取りとなり、再利用可能な部品は他の艦艇に転用されることとなった。1か月後の6月21日、バリーは除籍された。この日もまた、日本軍は菊水十号作戦を発動して特攻機を送り込んできたが、投入される機材も人材も沖縄戦の末期にあたるころからはほとんど払底した感じとなり、菊水七号作戦からは練習機「白菊」も投入されるようになっていた。アメリカ軍は除籍したバリーを特攻機を引き付けるデコイとして使用することとした。バリーは リパン（艦隊曳航船）と中型揚陸艦 LSM-59に挟まれるようにして曳航されて慶良間の泊地から引き出され、海上に向かった。間もなく6機の「白菊」が出現し、うち2機がバリーではなく、曳航しているリパンとLSM-59を目指して突入してきた。しかしリパンを狙った白菊はリパンを飛び越しバリーに命中した。もう1機はLSM-59に命中、これを撃沈し10名のアメリカ兵が死傷した。白菊1機が命中したバリーも翌日の6月22日に沈没した。バリーが沈んだ6月22日、沖縄の日本軍最高司令官牛島満陸軍中将と参謀長の長勇陸軍中将は摩文仁丘の洞窟でともに切腹して果て、沖縄戦は終結。菊水作戦もこの6月22日をもって終了した。
バリーは第二次世界大戦の功績で、第21.14任務群での戦功で殊勲部隊章を受章し、ほかに4個の従軍星章を受章した。